# Verbascum oocarpum
Verbascum oocarpum är en flenörtsväxtart som beskrevs av Svante Samuel Murbeck. Verbascum oocarpum ingår i släktet kungsljus, och familjen flenörtsväxter. Inga underarter finns listade i Catalogue of Life.